# Gomphrena pringlei
Gomphrena pringlei är en amarantväxtart som beskrevs av John Merle Coulter och Elmon McLean Fisher. Gomphrena pringlei ingår i släktet klotamaranter, och familjen amarantväxter. Inga underarter finns listade i Catalogue of Life.